# Comuni del Benin

Comuni del Benin

I comuni del Benin costituiscono la suddivisione territoriale di secondo livello del Paese, dopo i dipartimenti, e ammontano a 77; ciascuno di essi si suddivide ulteriormente in arrondissement.

## Lista

### Dipartimento di Alibori

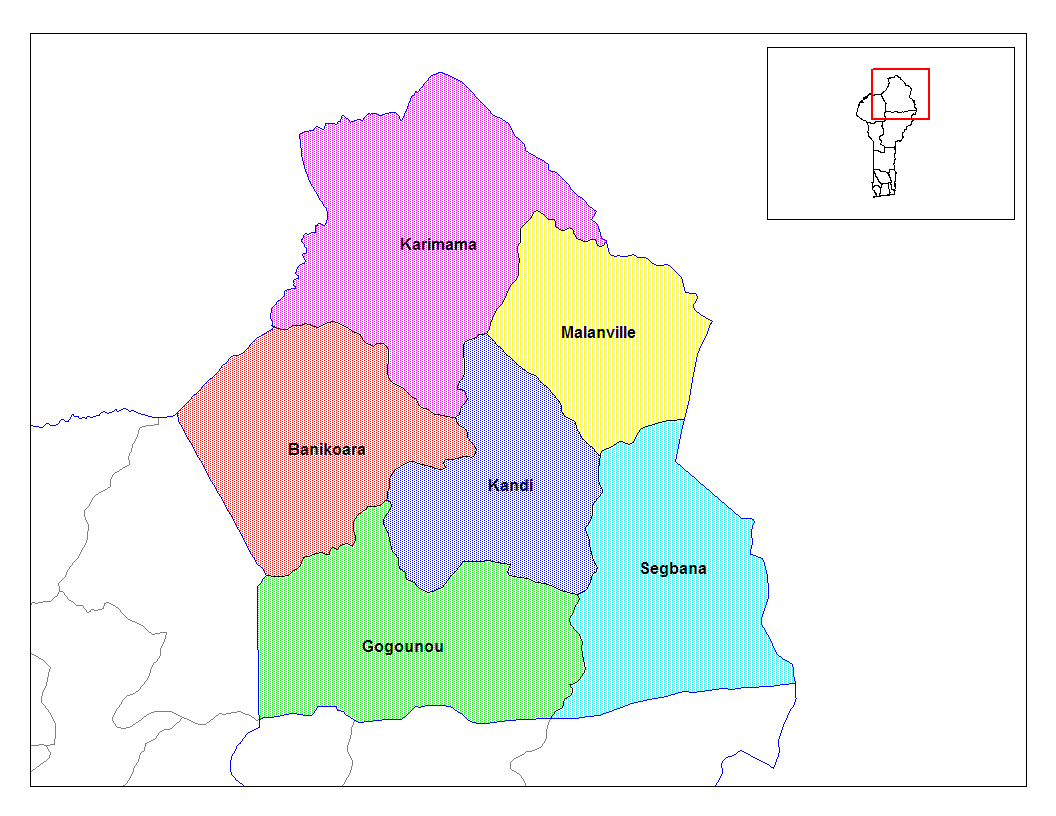
Comuni del dipartimento di Alibori.

1. Banikoara
2. Gogounou
3. Kandi
4. Karimama
5. Malanville
6. Ségbana

### Dipartimento di Atakora

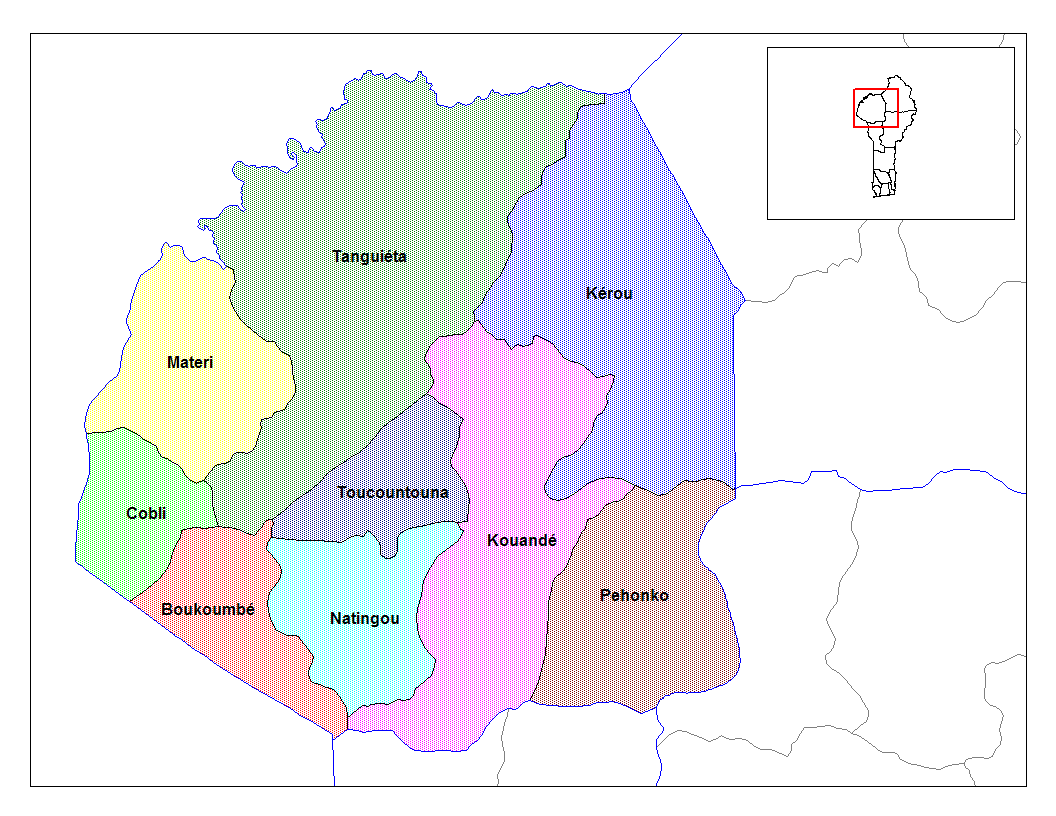
Comuni del dipartimento di Atakora.

1. Boukoumbé
2. Cobly
3. Kérou
4. Kouandé
5. Matéri
6. Natitingou
7. Pehonko
8. Tanguiéta
9. Toucountouna

### Dipartimento dell'Atlantico

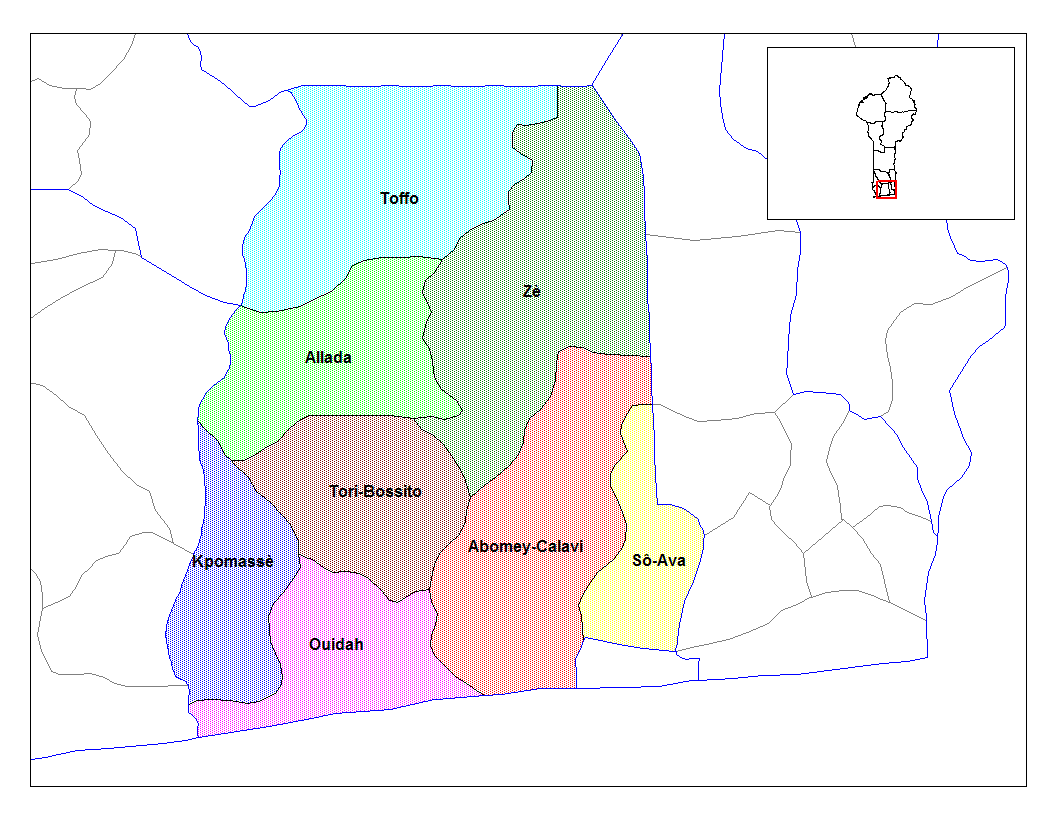
Comuni del dipartimento di Atlantique.

1. Abomey-Calavi
2. Allada
3. Kpomassè
4. Ouidah
5. Sô-Ava
6. Toffo
7. Tori-Bossito
8. Zè

### Dipartimento di Borgou

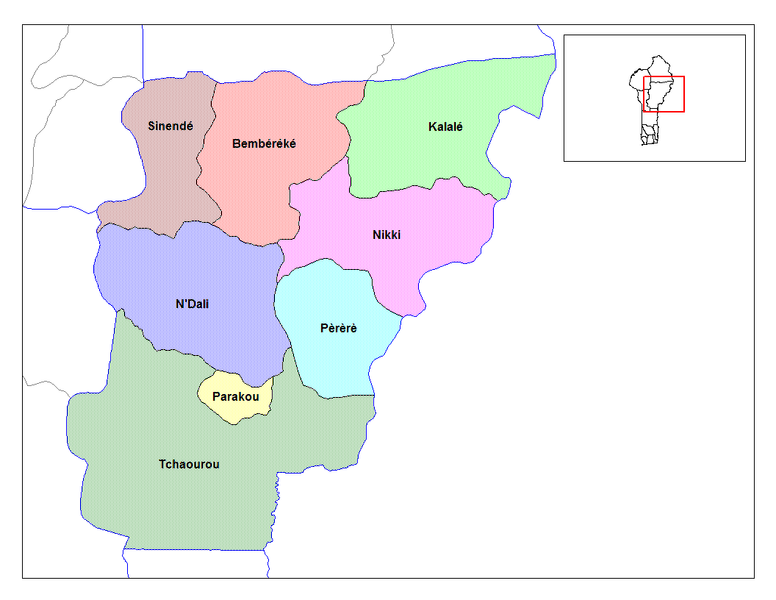
Comuni del dipartimento di Borgou.

1. Bembèrèkè
2. Kalalé
3. N'Dali
4. Nikki
5. Parakou
6. Pèrèrè
7. Sinendé
8. Tchaourou

### Dipartimento delle Colline

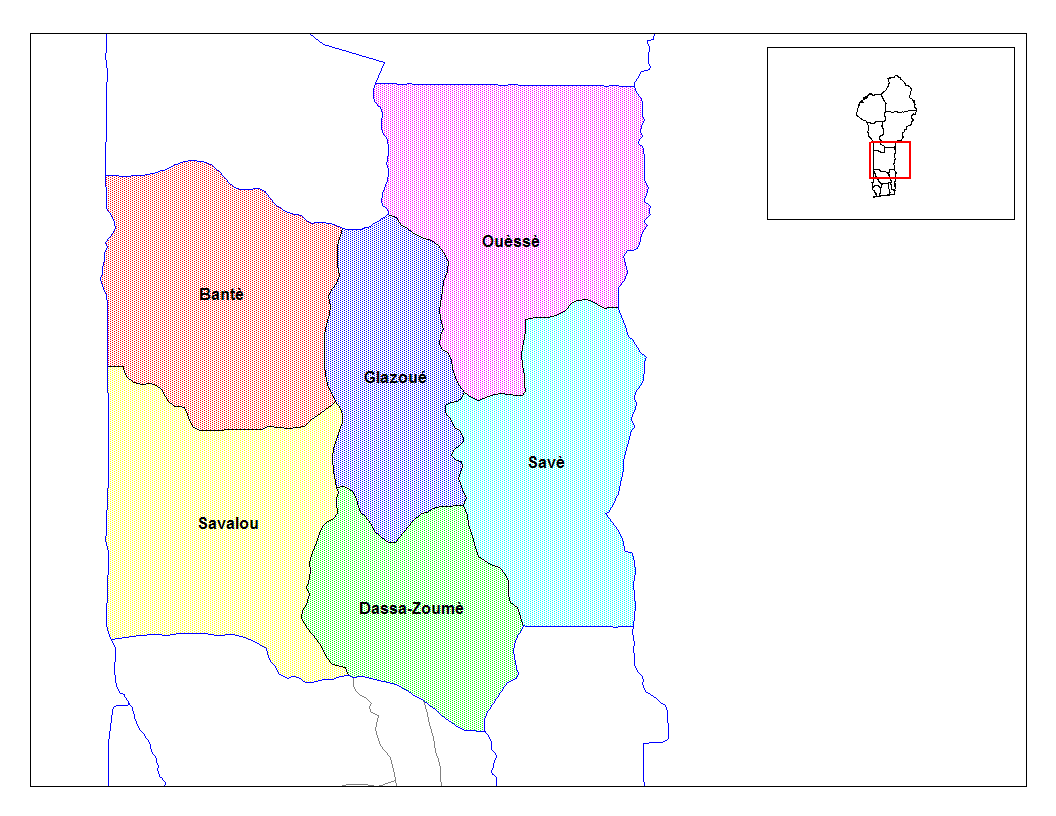
Comuni del dipartimento di Collines.

1. Bantè
2. Dassa-Zoumè
3. Glazoué
4. Ouèssè
5. Savalou
6. Savè

### Dipartimento di Donga

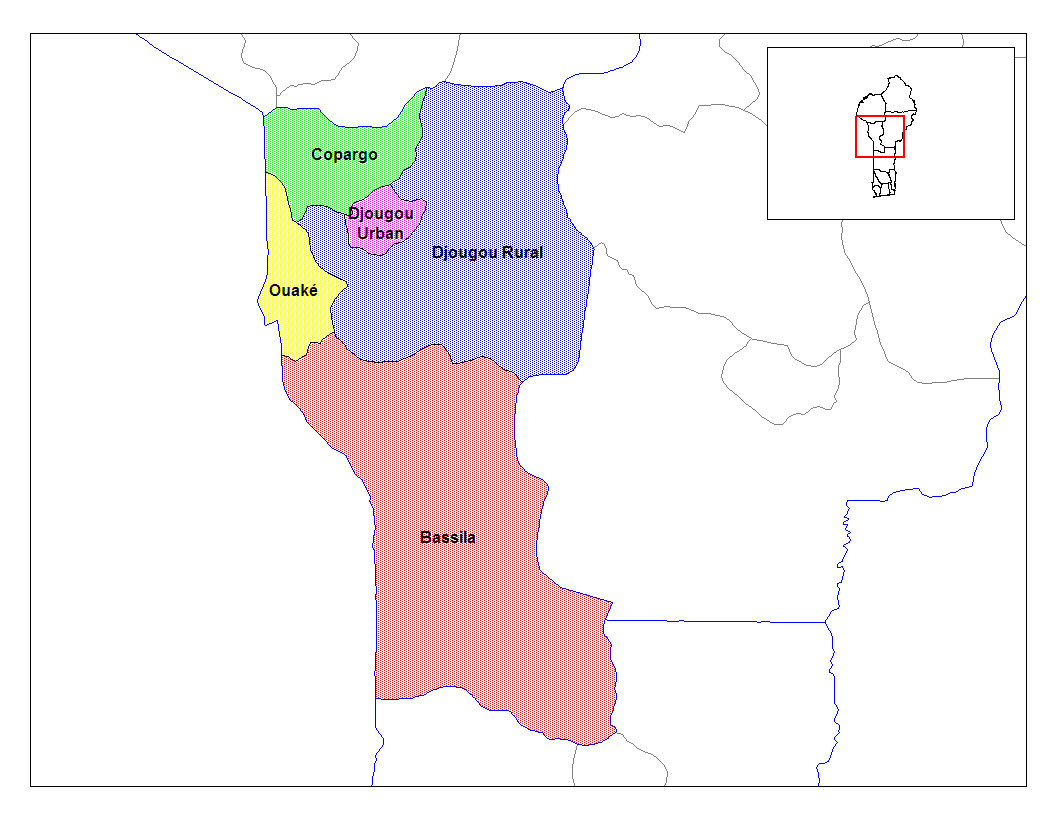
Comuni del dipartimento di Donga.

1. Bassila
2. Copargo
3. Djougou Rurale
4. Djougou
5. Ouaké

### Dipartimento di Kouffo

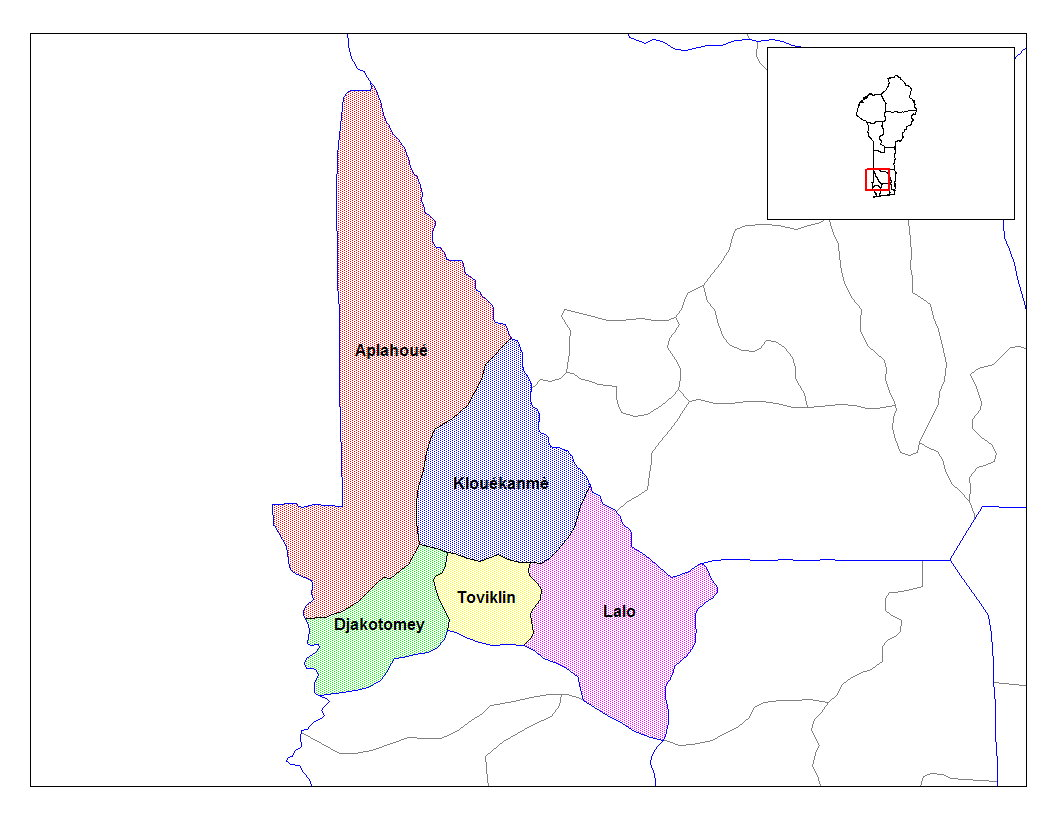
Comuni del dipartimento di Kouffo.

1. Aplahoué
2. Djakotomey
3. Dogbo
4. Klouékanmè
5. Lalo
6. Toviklin

### Dipartimento del Litorale

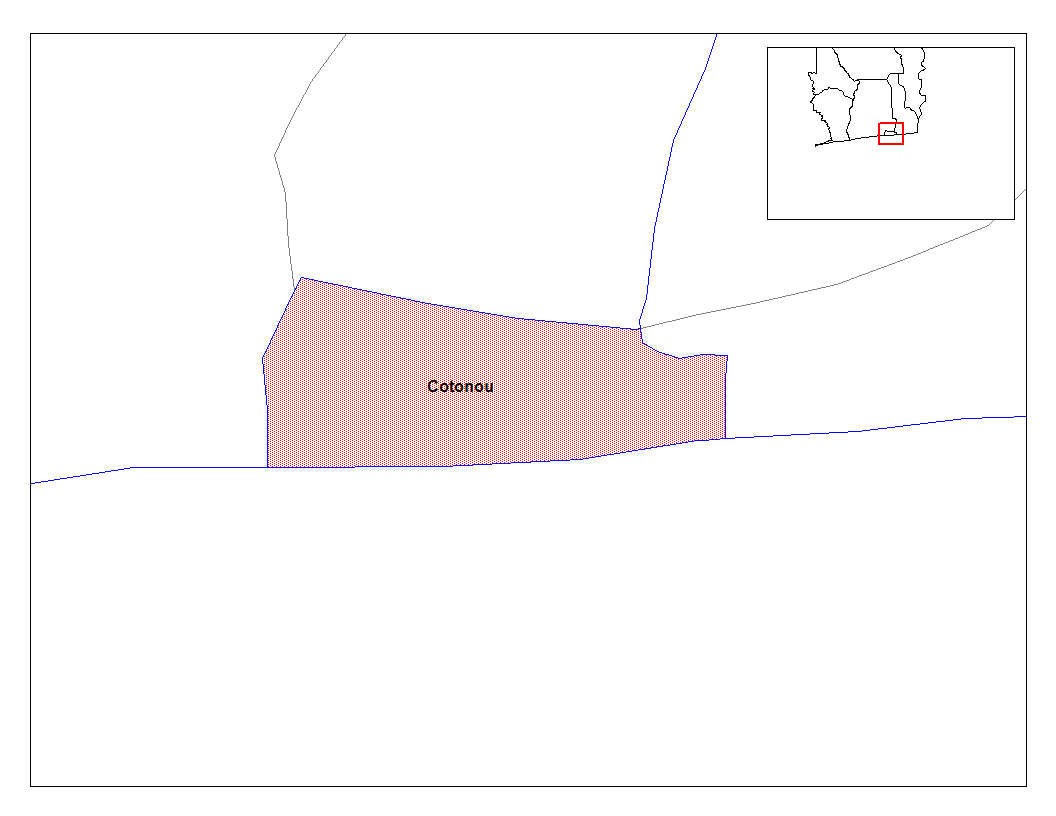
Territorio del comune del dipartimento di Littoral.

1. Cotonou

### Dipartimento di Mono

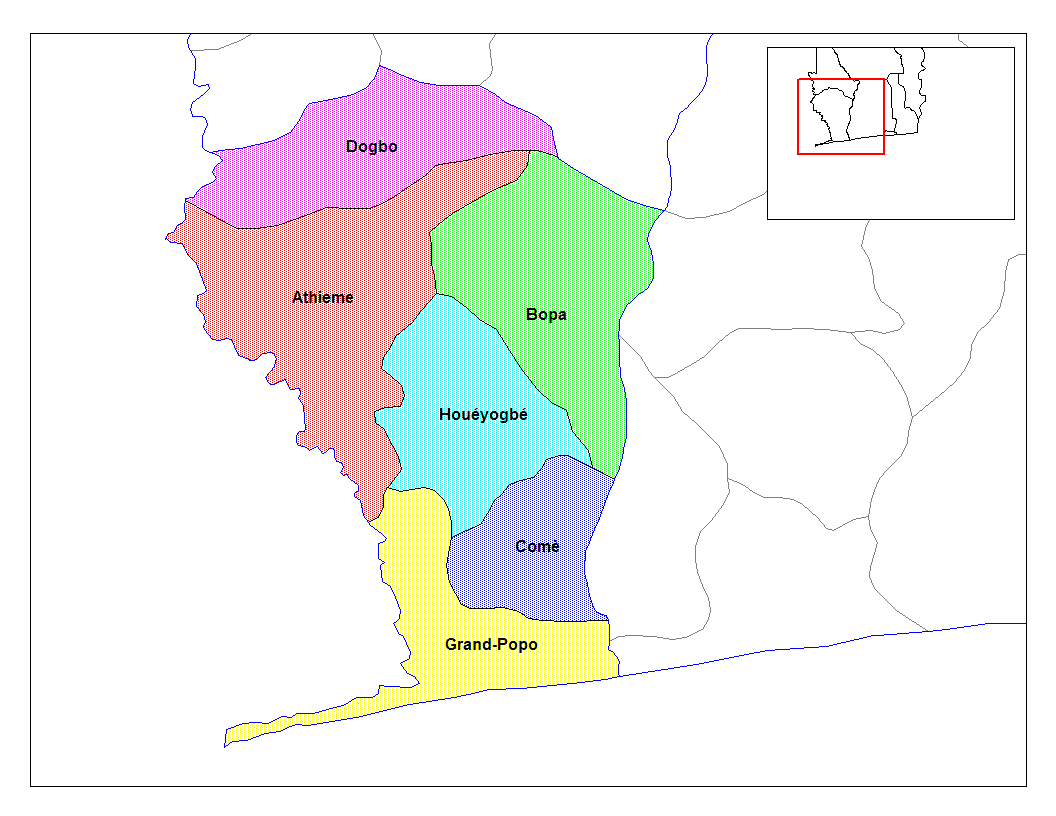
Comuni del dipartimento di Mono.

1. Athiémé
2. Bopa
3. Comè
4. Grand-Popo
5. Houéyogbé
6. Lokossa

### Dipartimento di Ouémé

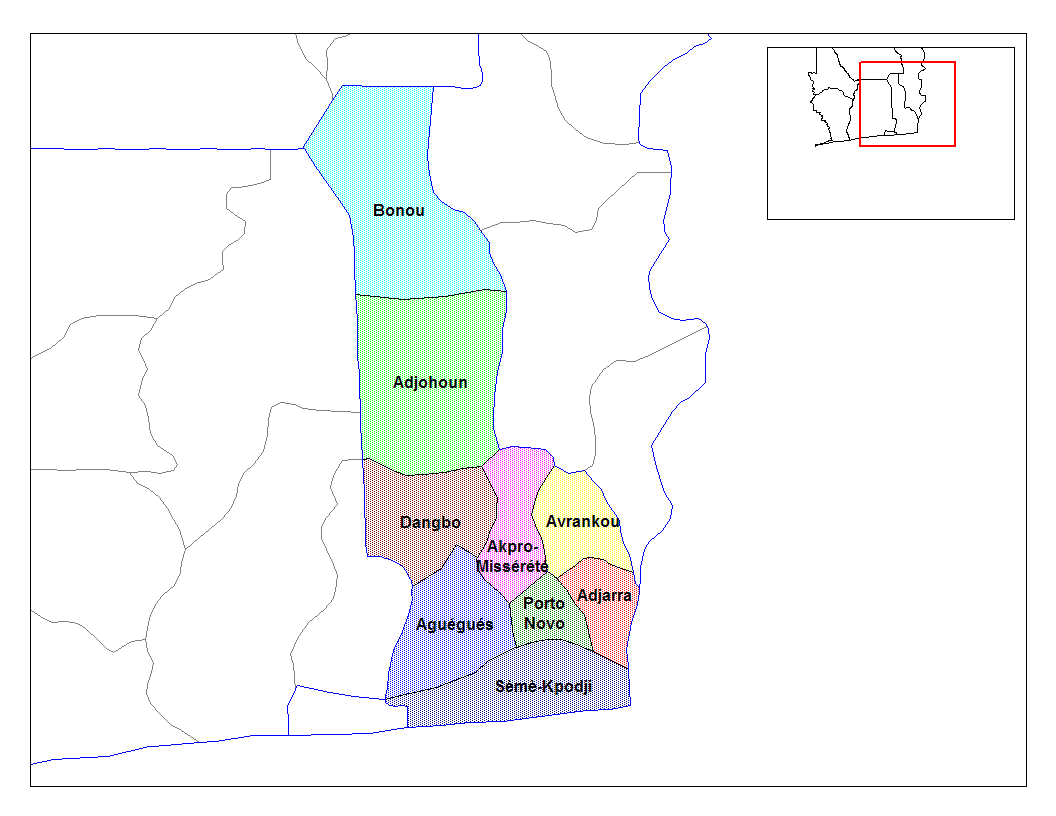
Comuni del dipartimento di Ouémé.

1. Adjarra
2. Adjohoun
3. Aguégués
4. Akpro-Missérété
5. Avrankou
6. Bonou
7. Dangbo
8. Porto-Novo
9. Sèmè-Kpodji

### Dipartimento dell'Altopiano

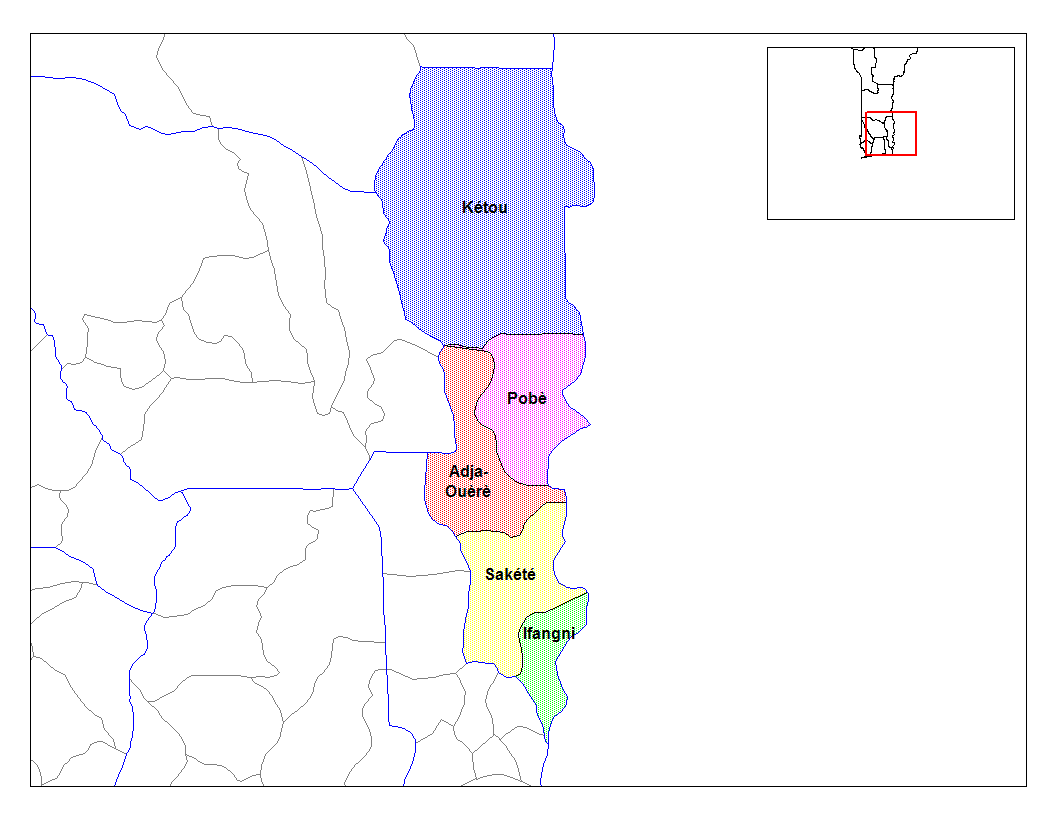
Comuni del dipartimento di Plateau.

1. Ifangni
2. Adja-Ouèrè
3. Kétou
4. Pobè
5. Sakété

### Dipartimento di Zou

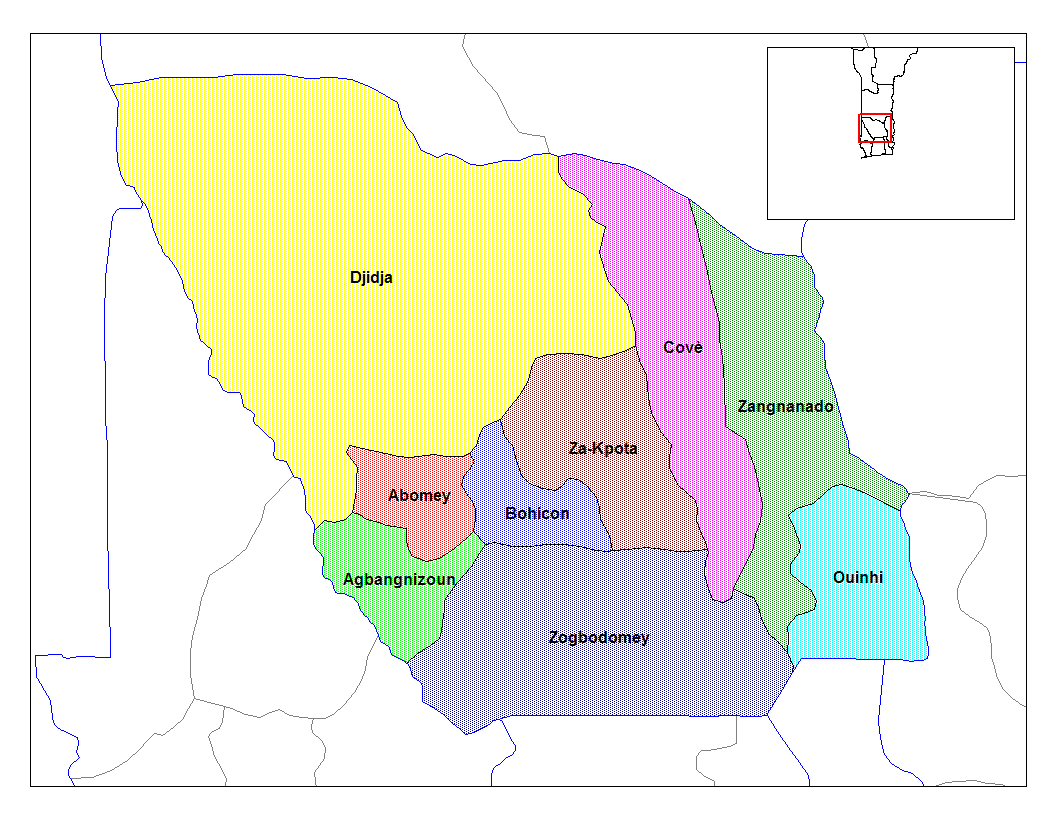
Comuni del dipartimento di Zou.

1. Abomey
2. Abgangnizoun
3. Bohicon
4. Covè
5. Djidja
6. Ouinhi
7. Za-Kpota
8. Zangnanado
9. Zogbodomey